# 京成電車疑獄事件
京成電車疑獄事件（けいせいでんしゃぎごくじけん）とは、京成電気軌道がめざした浅草乗り入れにおいて東武鉄道との競願を巡って、1928年（昭和3年）9月26日に起きた汚職事件である。

## 概要
総武本線の両国 - 御茶ノ水延長と千葉までの電化が具体化する中で、浅草乗り入れについて東武鉄道に先を越された京成上層部の焦りが引き起こした事件であり、当時の社長本多貞次郎が逮捕される事態に発展した。板舟権疑惑、江東青物市場疑惑、自動車購入疑惑と並び、「東京市会四大疑獄」と呼ばれる。
1923年（大正12年）から京成は6度にわたって出願を行っており、この6度目の出願の際に発覚した。16万円（2017年現在の貨幣価値で3000万円を超える）が京成の出願を有利にする為の工作費として政界に渡った。
東京市会議員の半数が連座していただけではなく、衆議院では三木武吉・中島守利が贈賄幇助、小俣政一が収賄に問われた。読売新聞社の関係者で、かつ京成の総務部長を務めていた正力松太郎や、東京毎日新聞の千葉博巳も逮捕され、贈賄幇助罪に問われた。
京成の出願は1931年（昭和6年）7月に許可されたものの、東武が既に業平橋（現・とうきょうスカイツリー） - 浅草雷門（現・浅草）間を開通させていた（同年5月）。社会的な批判もあり、京成は上野乗り入れを優先させることとし、筑波高速度電気鉄道を吸収合併、その鉄道敷設特許を活用して、日暮里経由で1933年（昭和8年）に上野公園（現・京成上野）へ乗り入れた。ただし浅草乗り入れも完全には断念せず、京成は数次にわたって工事施工延期を申請し続けていたが、1943年（昭和18年）7月17日に延期申請を取り下げたことで正式に計画を取り止めた。
この事件の30年後の1960年（昭和35年）に都営1号線（現・都営地下鉄浅草線）が開業し、京成は同線への直通運転開始により浅草乗り入れを果たした。